# Hilário (decurião)

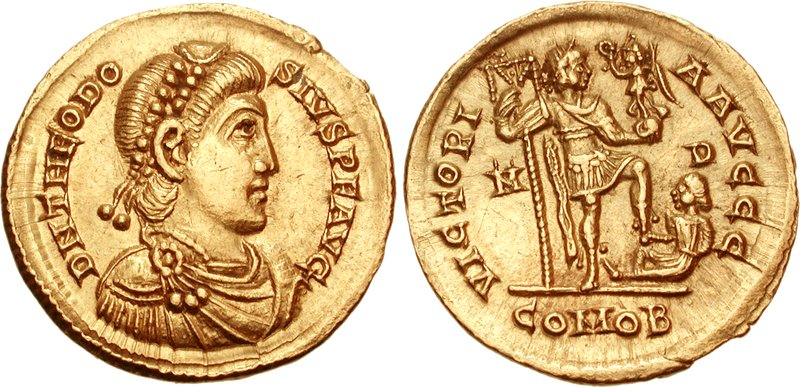
Soldo de Teodósio I r.

Hilário (em latim: Hilarius) foi um oficial romano do século IV, ativo durante o reinado do imperador Teodósio I (r. 378–395). Era filho dum filósofo do Oriente e pupilo do sofista Libânio. Era casado e teve dois filhos e uma filha, todos de nome desconhecido. Ele iniciou sua carreira como decurião em Antioquia e em 387 foi selecionado pelo senado antioqueno para ir junto de Libânio até a corte imperial de Constantinopla para desculpar-se com o imperador pela questão das estátuas.
Os autores da Prosopografia do Império Romano Tardio sugeriram que muito provavelmente somente Hilário foi a corte, e devido à boa impressão que causou recebeu a nomeação como governador, talvez procônsul, da Palestina Prima. Em 392, Hilário estava em Antioquia e entregou a Libânio uma carta de Postumiano 3. No mesmo ano assumiu seu posto de governador e permaneceria nele até 393. Ao deixar seu ofício foi acusado de má conduta. Libânia enviaria uma carta ao rabino Gamaliel VI solicitando ajuda para esta questão.